# Gimnastyka na Letnich Igrzyskach Olimpijskich 1904 – ćwiczenia na koniu wszerz
Ćwiczenia na koniu wszerz był jedną z jedenastu konkurencji gimnastycznych rozgrywanych podczas III Letnich Igrzysk Olimpijskich w Saint Louis. Zawody odbyły się w dniu 28 października 1904.
Nie zachowały się informacje o liczbie zawodników startujących w tej konkurencji. Znamy tylko nazwiska medalistów. Wszyscy oni pochodzili ze Stanów Zjednoczonych Ameryki.

## Wyniki
| Pozycja | Zawodnik     | Punkty |
| ------- | ------------ | ------ |
| 1.      | Anton Heida  | 42     |
| 2.      | George Eyser | 33     |
| 3.      | William Merz | 29     |